# Eurysthea ilinizae
Eurysthea ilinizae är en skalbaggsart som först beskrevs av Kirsch 1889.  Eurysthea ilinizae ingår i släktet Eurysthea och familjen långhorningar. Inga underarter finns listade i Catalogue of Life.